# Typhlocyba cestocephala
Typhlocyba cestocephala är en insektsart som beskrevs av Walker 1851. Typhlocyba cestocephala ingår i släktet Typhlocyba och familjen dvärgstritar.
Artens utbredningsområde är Frankrike. Inga underarter finns listade i Catalogue of Life.